# Amore mio malgrado
Amore mio malgrado è un singolo della cantante italiana Iva Zanicchi, pubblicato il 23 aprile 2021.

## Video musicale
Il videoclip è stato girato nel Teatro Municipale di Piacenza e diretto da Massimo Albasi e vanta la partecipazione di Rebecca Loritto.

## Descrizione
Il brano, scritto da Renato Pizzamiglio e composto da Giuseppe Santamaria, è prodotto da Sandro Allario con la collaborazione della band siciliana Atmosfera Blu. 

## Tracce
Testi di Renato Pizzamiglio, musiche di Giuseppe Santamaria.
1. Amore mio malgrado – 3:19

## Formazione
- Iva Zanicchi – voce
- Adriano Pennino – tastiere, pianoforte, programmazione
- Massimiliano Rosati – chitarre
- Giuseppe Santamaria – fisarmonica
- Anna Lanza – cori
- Giuseppe La Spada – cori